# かながわサイエンスパーク
かながわサイエンスパークは、神奈川県川崎市高津区坂戸にある、日本初の都市型サイエンスパークである。英語表記の場合の各単語の頭文字から、"KSP"という略称も用いられている。
同施設の中核的運営主体は、第3セクターとして設立された株式会社ケイエスピーであり、創業支援、研究開発型ベンチャー企業の成長支援等のインキュベーション事業及び起業家育成などを事業として行っている。

## 施設概要
都心から15km圏内という好アクセスの地に立地する日本初の都市型サイエンスパーク。コンセプトは「研究開発型の企業が生まれ育ち、交流する拠点」であり、研究開発型企業が集まり、交流することにより互いに刺激しあい、ともに発展することを目指している。
2019年5月現在、大企業の研究開発部門や研究開発型のベンチャー企業を中心に約122社入居（館内就業者数は4,079名） している。創業間もないベンチャー企業の他、大企業や外資系企業の研究開発部門も数多く入居している。
施設の所有者は、前掲の株式会社ケイエスピーのほか、日本生命保険、明治安田生命保険、三井住友信託銀行および飛島建設の計5社である。
敷地面積は55,362m²、建物延面積146,336m²である。施設は、イノベーションセンタービル西棟、R&Dビジネスパークビル、イノベーションセンタービル東棟の3棟の建物で構成されている。
イノベーションセンタービル西棟
敷地の北西側にある10階建てのビル。
一般企業、ベンチャー企業などのためのオフィススペースを設置。企業の成長段階に応じた最適なオフィス仕様のスペースが提供できる。また、新たな事業活動に取組むベンチャー企業の創業促進、成長支援を円滑かつ効果的に行うために、2013年11月「インキュベートゾーンNEO」を開設している。
同棟の3階には460m²のKSPホールやKSPギャラリー、7階には貸し会議室が設置されており、一般向けの貸出も行われている。その他、ホテル、クリニック、郵便局、ATM、コンビニ、飲食店などもあり、近隣住民にも開放されている。
1階エントランスの都市ロビーではイベントが開催でき、夏祭りや「かわさきサイエンスチャレンジ」、企業向け展示会などに利用されている。
R&Dビジネスパークビル
敷地の南側にある12階建て、大型研究所向けのマルチテナントビル。中央には吹き抜けの中庭風広場があり、ここを中心とした十字型のビルになっている。研究テーマ、ニーズなどにフレキシブルに対応できる建築構造となっている。
イノベーションセンタービル東棟
敷地の北東側にある6階建て、高度な研究・開発に適応したラボ仕様のビル。床荷重は500kg/㎥（1階と2階は1000kg/㎥）と様々な重機器に対応し、排水、排気設備も整っている。
同施設内の視察・見学（有料）は、株式会社ケイエスピーにより随時実施されている。
2018年5月には神奈川県立川崎図書館が川崎区から当地に移転。2020年7月27日には川崎市マイナンバーカードセンターが設置された。

## 沿革
1984年に開催された神奈川県研究開発型企業連絡会主催の「研究開発型企業全国交流大会」が契機となり「研究開発創造拠点サイエンスパーク形成」構想が提案される。
1985年に産学官が参加する「KSP構想調査研究会」が発足し、具体的なサイエンスパーク設立の検討が行われた。翌年、「民間事業者の能力の活用による特定施設の整備の促進に関する臨時措置法（民活法）」が公布・施行され、同法の支援スキームを活用し、民活法1号施設（研究開発・企業化基盤施設<リサーチ・コア>」の認定を受けて、1987年に起工し、1989年に竣工した。総事業費は約650億円。
- 1937年 - 池貝鉄工（現・池貝）が川崎市坂戸に溝の口工場を新設し、工作機械を生産
- 1954年 - 溝の口工場内で日本初の放電加工機が製造
- 1985年 - 池貝鉄工が茨城県玉造町（現・行方市）にツクバ工場を新設し、溝の口工場の業務を移転
- 1985年7月 - 神奈川県を中心とした産学官による「KSP構想調査研究会」発足。
- 1986年12月 - 民活法適用第1号認定（1号施設=リサーチコア）。かながわサイエンスパークの中核的運営主体「株式会社ケイエスピー（KSP）」設立
- 1987年
  - 5月 - かながわサイエンスパーク起工式
  - 8月 - ケイエスピー熱供給株式会社設立
- 1988年
  - 4月 - 株式会社ホテルケイエスピー倶楽部設立
  - 10月 - 株式会社ケイエスピーコミュニティ設立
- 1989年7月  - 建物が竣工し、かながわサイエンスパークが開設
- 1995年8月  - ホテルKSPの運営主体を株式会社ホテルケイエスピーに変更

### 運営
施設の中核的運営主体は、前述した株式会社ケイエスピー（KSP）である。また、入居企業に安全で快適な環境を提供するための土地・建物管理を行う株式会社ケイエスピーコミュニティ、地域冷暖房事業を行うケイエスピー熱供給株式会社と連携し、施設の運営・管理を行っている。ホテルは株式会社ホテルケイエスピーが運営している。
株式会社ケイエスピーは、ベンチャー企業に対し、創業前の段階から企業の成長段階に応じたインキュベーション・育成支援を行っている。研究施設の提供、投資を通じた事業資金の提供、スクールやビジネスマッチングの提供等の支援サービスを実施している。また、同施設に入居しているベンチャー企業には、担当のインキュベーションマネージャーが個別に成長のバックアップをしている。
株式会社ケイエスピーは、入居企業の一つである地方独立行政法人神奈川県立産業技術総合研究所（KISTEC）と連携して、産業界にとどまらず、公共セクターや大学及びその研究所などの学術界の研究者との協力関係による「産学公共同研究」を推進している。
株式会社ケイエスピーの沿革
- 1986年12月 - 株式会社ケイエスピー設立
- 1987年10月 - インキュベート事業開始
- 1988年7月 - 日本サイエンスパーク協会（JASPA）設立
- 1992年5月 - 第1回「KSP新事業マネジメントスクール」開講
- 1997年
  - 1月 - KSP1号投資事業組合設立
  - 12月 - 東アジアサイエンスパーク交流会議開催（第1回「アジアサイエンスパーク協会（ASPA）」大会）
- 1999年4月 - KSPビジネスサポートセンター開設
- 2002年10月 - 第1回「KSPマッチング商談会」開催
- 2004年
  - 3月 - KSP2号投資事業有限責任組合設立
  - 10月 - KSP-Think開設
- 2005年11月 - ASPA第9回年次大会開催
- 2006年12月 - KSP3号投資事業有限責任組合設立
- 2007年4月 - 「放電加工機誕生の地」記念碑設置（20周年記念事業）
- 2009年9月 - 第1回「協創マッチングフォーラム」開催
- 2012年6月 -「技術スカウトサービス事業」開始
- 2014年6月 - KSP4号投資事業有限責任組合設立
- 2015年11月 - ASPA第21回年次大会開催
- 2016年
  - 4月 - ライフイノベーションセンターにKSP Biotech Lab開設
  - 12月 - 株式会社ケイエスピー創立30周年記念式典開催
- 2017年
  - 2月 - KSPビジネススクール開校25周年記念フォーラム開催
  - 10月 - KSP5号投資事業有限責任組合設立
- 2019年8月 - かながわサイエンスパーク開設30周年記念碑設置

## 交通機関
鉄道

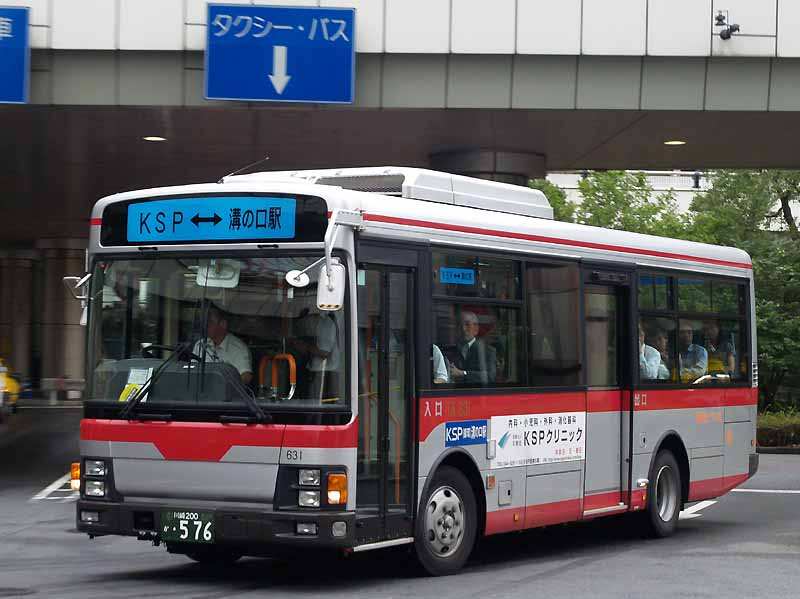
KSPと溝の口駅を結ぶ無料シャトルバス

- JR南武線武蔵溝ノ口駅もしくは東急田園都市線溝の口駅から徒歩で約15分。約1.4km。武蔵新城駅からでも同じぐらいの距離
  - 北口バスターミナル9番のりばから東急バスによる無料循環バス5分。ただし、無料循環バスは平日の始発から10時まではKSP会員専用となり、一般の利用客は利用できない。KSP内ではR&Dビジネスパークビルとイノベーションセンタービル西棟の前に停車する。
  - 同ターミナル3番・7番のりばから川崎市バス溝05・溝06・溝15・溝18・溝04系統で、高津中学校入口バス停下車後、徒歩3分。
- 新横浜駅から溝の口駅行きバスで約20-30分の「高津中学校入口（KSP前）」バス停から徒歩3分。同バス停には「KSP前」の副名称が付けられている。

道路
- 第三京浜京浜川崎ICから車で2分。
- 国道409号、神奈川県道14号鶴見溝ノ口線からそれぞれ約1km、国道246号から約2km。